# K-1 WORLD MAX 2009 World Championship Tournament FINAL16
K-1 WORLD MAX 2009 World Championship Tournament FINAL16は、K-1 WORLD MAXの大会の一つ。2009年4月21日、マリンメッセ福岡で開催された。

## 大会概要
ベスト8進出をかけてトーナメント1回戦が行われた。ジョルジオ・ペトロシアン、アルトゥール・キシェンコ、山本優弥、アルバート・クラウス、ブアカーオ・ポー.プラムック、アンディ・サワー、ニキー"ザ・ナチュラル"ホルツケン、ドラゴが2回戦進出を決めた。
日本人選手は、長島☆自演乙☆雄一郎、佐藤嘉洋が1回戦敗退となり、山本が唯一の2回戦進出となった。2月のK-1 WORLD MAX 2009 〜日本代表決定トーナメント〜で優勝を果たした小比類巻太信は右足首靭帯損傷で欠場となった。
魔裟斗引退発表後の初試合として、魔裟斗とHIROYAのエキシビションマッチが行われた。

## 試合結果
オープニングファイト（K-1ルール・3分3R）
○  濱崎一輝 vs.  晴矢 ×
3R終了 判定3-0（30-24、30-24、30-24）
オープニングファイト（K-1ルール・3分3R）
○  山本真弘 vs.  裕樹 ×
3R終了 判定3-0（29-27、30-28、30-27）
オープニングファイト（K-1ルール・3分3R）
○  TATSUJI vs.  龍二 ×
3R終了 判定2-0（29-28、29-28、29-29）
World Championship Tournament FINAL16 リザーブファイト（K-1ルール・3分3R延長1R）
○  城戸康裕 vs.  イ・スファン ×
3R終了 判定3-0（29-28、29-28、30-29）
※城戸がリザーブ権獲得
第1試合 World Championship Tournament FINAL16（K-1ルール・3分3R延長1R）
○  ジョルジオ・ペトロシアン vs.  ジャバル"チンギスハン"アスケロフ ×
3R 0:49 TKO（左膝蹴り）
※ペトロシアンがトーナメント2回戦進出
第2試合 World Championship Tournament FINAL16（K-1ルール・3分3R延長1R）
○  アルトゥール・キシェンコ vs.  アルビアール・リマ ×
1R 2:56 KO（3ノックダウン：左フック）
※キシェンコがトーナメント2回戦進出
第3試合 World Championship Tournament FINAL16（K-1ルール・3分3R延長1R）
○  山本優弥 vs.  イム・チビン ×
3R終了 判定3-0（29-28、30-28、30-28）
※山本がトーナメント2回戦進出
第4試合 World Championship Tournament FINAL16（K-1ルール・3分3R延長1R）
○  アルバート・クラウス vs.  長島☆自演乙☆雄一郎 ×
1R 1:07 KO（パンチ連打）
※クラウスがトーナメント2回戦進出
第5試合 World Championship Tournament FINAL16（K-1ルール・3分3R延長1R）
○  ブアカーオ・ポー.プラムック vs.  アンドレ・ジダ ×
延長R終了 判定3-0（10-9、10-8、10-8）
3R終了 判定0-0（27-27、28-28、28-28）
※ブアカーオがトーナメント2回戦進出
第6試合 エキシビションマッチ（K-1ルール・3分1R）
－  魔裟斗 vs.  HIROYA －
勝敗なし
第7試合 World Championship Tournament FINAL16（K-1ルール・3分3R延長1R）
○  アンディ・サワー vs.  リーロイ・ケスナー ×
3R終了 判定3-0（30-25、30-24、30-24）
※サワーがトーナメント2回戦進出
第8試合 World Championship Tournament FINAL16（K-1ルール・3分3R延長1R）
○  ニキー"ザ・ナチュラル"ホルツケン vs.  シャヒッド ×
3R終了 判定2-0（30-29、30-29、30-30）
※ホルツケンがトーナメント2回戦進出
第9試合 World Championship Tournament FINAL16（K-1ルール・3分3R延長1R）
○  ドラゴ vs.  佐藤嘉洋 ×
延長R終了 判定3-0（10-9、10-9、10-9）
3R終了 判定0-0（30-30、30-30、30-30）
※ドラゴがトーナメント2回戦進出